# Slavnica
Slavnica (Hongaars: Szalonca) is een Slowaakse gemeente in de regio Trenčín, en maakt deel uit van het district Ilava.
Slavnica telt 824 inwoners.